# Bruno Granichstaedten
Bruno Granichstaedten   (Viena, 1 de setembre de 1879 - Nova York, 30 de maig de 1944) va ser un compositor i llibretista austríac. Va compondre setze operetes i música per a diverses pel·lícules. Va contribuir amb la cançó "Zuschau'n kann i net" a l'obra musical The White Horse Inn. Va emigrar d'Àustria i va acabar als Estats Units d'Amèrica el 1940, on només va poder guanyar-se la vida tocant el piano a les discoteques.

## Treballs
- Bub oder Mädel? (Nen o nena?) (Felix Dörmann i Adolf Altmann), opereta, pròleg i 2 actes (13 de novembre de 1908 a Viena, Johann Strauss-Theatre)
- Wein, Weib i Gesang (Adolf Altmann), opereta 1 acte (Viena 1909)
- Lolotte (Bruno Granichstaedten i Alfred Schick-Markenau), opereta 3 actes (1910 Viena)
- Majestat Mimi (Felix Dörmann i Roda Roda), opereta (1911 Viena)
- Casimirs Himmelfahrt (Arthur Maria Willner i Robert Bodanzky), opereta burlesca (Viena de 1911)
- Die verbotene Stadt (La ciutat prohibida) (Bruno Granichstaedten i Karl Lindau, opereta (Berlín, 1913)
- Der Kriegsberichterstatter (El corresponsal de guerra) (Rudolf Österreicher i Wilhelm Sterk [de]), colorits quadres del dia (Viena de 1914) (Música: Eysler, Granichstaedten, Nedbal, Weinberger i Ziehrer)
- Auf Befehl der Herzogin (der Kaiserin) (A les ordres de la duquessa) (l'emperadriu) (Leopold Jacobson i Robert Bodanzky), opereta de 3 actes (20 de març de 1915 Viena, Theatre an der Vienna)
- Walzerliebe (Bruno Granichstaedten i Robert Bodanzky), opereta, pròleg i 2 actes (16 de febrer de 1918 a Viena, teatre Apollo)
- Das alten Lied (Bruno Granichstaedten), opereta 3 actes (Viena de 1918)
- Indische Nächte (Nits índies) (Robert Bodanzky i Bruno Hardt-Warden [de]), opereta 3 actes (Viena de 1921)
- Die Bacchusnacht (La nit de Bacus) (Bruno Granichstaedten i Ernst Marischka), opereta 3 actes (Viena de 1923)
- Glück bei Frauen (La felicitat en les dones) (Viktor Léon i Heinz Reichert [de]), opereta (Viena de 1923)
- Der Orlow (Bruno Granichstaedten i Ernst Marischka), opereta (3 d'abril de 1925 Viena, Theater an der Wien)
- Das Schwalbennest (Bruno Granichstaedten i Ernst Marischka), Old-Vienna-Singspiel 3 actes (Viena de 1926)
- Evelyne (Bruno Granichstaedten i Peter Herz, després d'E. Phillips Oppenheim), opereta 3 actes (Berlín 1927)
- Der Dollar rollt! (El dòlar circula!) (Reclam!) (Bruno Granichstaedten i Ernst Marischka), opereta (Viena 1930)

## Filmografia seleccionada
- Der Orlow, dirigida per Luise Fleck i Jacob Fleck (Alemanya, 1927, basada en l'opereta Der Orlow)
- Der Diamant des Zaren, dirigit per Max Neufeld (Alemanya, 1932, basat en l'opereta Der Orlow)
- The Queen's Affair, dirigida per Herbert Wilcox (Regne Unit, 1934, basada en l'opereta Die Königin)

Guionista i compositor
- The Forester's Daughter (Alemanya, 1931, dir: Frederic Zelnik)
- Walzerparadies (Alemanya, 1931, dir: Frederic Zelnik)
- Companion Wanted (Versió en llengua francesa, 1932, dir: Joe May)
- Two in a Car (Versió en llengua alemanya, 1932, dir: Joe May)
- The Company's in Love (Alemanya, 1932, dir. Max Ophüls)

Compositor
- The Magic Top Hat (Alemanya, 1932, dir. Rudolf Bernauer)